# جنگو (فیلم ۲۰۱۷)
جنگو (انگلیسی: Django) یک فیلم به کارگردانی اتین کومار است که در سال ۲۰۱۷ منتشر شد. از بازیگران آن می‌توان به رضا کاتب، سسیل دو فرانس و الکس برندمول اشاره کرد. این فیلم به داستان زندگی جنگو راینهارت نوازنده جیپسی جز می‌پردازد.
با نمایش این فیلم، شصت و هفتمین جشنواره بین‌المللی فیلم برلین، افتتاح شد.